# Lourenço Soares de Ribadouro
Lourenço Soares de Ribadouro (antes de 1189 - 28 de setembro de 1222), foi um fidalgo, rico-homem e cavaleiro medieval português, e senhor de várias honras. De entre os vários cargos tenenciais que ocupou, encontra-se a familiar tenência de Lamego, "herdada" do pai e do irmão.

## Primeiros anos
Lourenço Soares era filho do magnate Soeiro Viegas de Ribadouro, filho mais novo de Egas Moniz, o Aio, e da sua sua esposa Sancha Bermudes de Trava, sobrinha do primeiro rei de Portugal, Afonso Henriques. Estava, portanto, estreitamente aparentado à família real portuguesa, laço que viria a aumentar pelo casamento. 

### Batalha de Ervas Tenras
Lourenço começa a surgir na documentação a partir da Batalha de Ervas Tenras, sensivelmente por volta de 1190/91, na qual terá perecido o irmão mais velho de Lourenço, Bermudo Soares de Ribadouro. Lourenço terá inclusive participado na batalha, que opunha as forças beirãs a Afonso IX de Leão, que, com as suas tropas, invadia a região do Ribacoa.

## Entre a corte e os seus bens
A sua ascendência privilegiada deu-lhe acesso a uma grande quantidade de haveres, que Sancho I e Afonso II de Portugal fizeram questão de aumentar, dando-lhe assim alguma autoridade na maior parte da atual Beira Alta, uma região com a qual até os monarcas procuravam manter uma sólida amizade. Talvez possa ser essa a razão do matrimónio de Lourenço com uma das filhas bastardas de Sancho I de Portugal, Urraca Sanches. 

### Sucessão tenencial e gestão fundiária
Lourenço terá "herdado" a tenência de Lamego do seu irmão até porque este havia falecido solteiro e sem descendência. Sabe-se que frequentou a corte várias vezes, pois surge em documentação curial. Em 1199, figurava já como rico-homem e tenente de Lamego, na doação de Idanha  por Sancho I à Ordem Templária, posição reforçada com a sua aparição no foral da Guarda. Acumulou as tenências nas regiões da Guarda, Trancoso, Marialva e Pinhel (as duas últimas confirmadas num documento do Mosteiro de Salzedas). Também conseguiu a tenência de Viseu, embora não dominasse esta região.
Parece ter herdado da mãe algumas propriedades na Galiza, pois a 11 de fevereiro de 1219, Lourenço e a sua mulher doaram A Deus, a Santa Maria, ao abade D. Henrique e ao convento de Sobrado,  a terça parte das propriedades que detinham em Nogueirosa, com os seus coutos e termos. Por esta doação, os religiosos deveriam participar em todas as orações pelas suas almas, e no dia da festa de Santiago se fizesse memória deles no Capítulo. Após a morte de ambos, os sacerdotes deveriam pregar missas pelo primeiro membro do casal a falecer

## O testamento de Sancho I e o conflito sucessório
Entre 1209 e 1210, uma grave crise veio a abalar a aparente calma e paz na corte portuguesa. Sancho I entrou em conflito com os nobres de Entre Douro e Minho, e com os bispos do Porto e de Coimbra. Este conflito tinha a sua origem na definição de poderes, jurisdições e competências nos âmbitos senhorial e eclesiático, num reino ainda jovem e em formação. A aproximação ao Reino de Castela através do pacto matrimonial do seu filho, o infante Afonso e a infanta Urraca, filha de Afonso VIII de Castela e Leonor de Inglaterra, vinha perigar a influência de vários aristocratas portugueses, tendo a sua maioria relações próximas, propriedades e/ou interesses económicos no Reino de Leão, com especial destaque para a região galega, pelo que a maioria dos nobres portugueses olharam com receio para esta ingerência portuguesa em assuntos castelhanos. Entre eles estavam, claramente, Gonçalo Mendes II de Sousa e o seu primo, Gil Vasques de Soverosa, e provavelmente também Lourenço Soares.
Nesse período, a instabilidade tomou conta da corte e do reino. Sancho não conseguia controlar os seus nobres, que na sua maioria o haviam abandonado. Apenas permaneceram junto a ele, além de Lourenço, cuja família detinha uma especial relação com a monarquia desde o século anterior, Martim Fernandes de Riba de Vizela, Gonçalo Mendes II de Sousa e Gil Vasques de Soverosa.
Contudo, o problema que realmente se encontrava por detrás de toda esta tensão não eram querelas governativas, mas sim a sucessão do monarca. A crise intensificara-se, não só pelo agravamento da saúde do rei, mas também pela crescente intervenção política do infante Afonso, que não era ainda um herdeiro unânime. O infante era um homem afetado pela lepra desde cedo, e a sua saúde e a possibilidade de chegar ao trono e dar a continuidade desejada no trono foram sempre motivo de uma certa desconfiança entre entre os nobres nortenhos. Havia igualmente outros candidatos a considerar: o infante Pedro, irmão de Afonso, e o irmão bastardo de ambos, o infante Fernando Afonso, que deixara a chefia da Ordem do Hospital e regressara a Portugal em 1207, tendo sido assassinado pouco depois. Poderia também ser alvo de discussão a possível candidatura do infante leonês Fernando, neto de Sancho I, dado ser filho da  infanta Teresa, rainha de Leão até à anulação, em 1194, do seu matrimónio com Afonso IX de Leão, sendo Fernando um dos filhos do casal.

### Antecedentes: o testamento e a divergência nobiliárquica
Em 1209, Sancho I mandara lavrar testamento, segundo o qual dava às suas filhas, as infantas Teresa, Sancha e Mafalda, respetivamente, a posse dos castelos de Montemor-o-Velho,  Alenquer e Seia, com as respectivas vilas, termos, alcaidarias e rendimentos. Em outubro de 1210, e para resolver a instabilidade na corte, o monarca redige um segundo testamento, no qual nomeou, de forma inequívoca, o seu filho, o infante Afonso, como herdeiro do trono, mantendo os castelos e propriedades para as filhas e doando ainda aos filhos, os infantes Pedro e Fernando, uma soma de dinheiro. É possível, que, estando o rei tão doente, que Gil Vasques de Soverosa e o seu primo, Gomes Soares de Tougues tenham influído na decisão do monarca de nomear Afonso como herdeiro do trono e de afastar o poderoso infante Pedro da pretensão.
Para legitimar o testamento, Sancho I nomeou como seus testamenteiros Gonçalo Mendes II de Sousa e Martim Fernandes de Riba de Vizela, seu mordomo e alferes, respetivamente, e ainda o Arcebispo de Braga, o prior do Mosteiro de Santa Cruz de Coimbra e os mestres das Ordens do Templo e do Hospital, ficando, cada um dos seis, com uma cópia do testamento e com a missão de a guardar. Contudo, a instabilidade não pareceu acalmar, pelo que o monarca ainda ditou um documento que impunha que o herdeiro jurasse cumprir o testamento, apelando a Lourenço Soares, ao mordomo Gonçalo Mendes II de Sousa, e a Gomes Soares de Tougues (e provavelmente a outros nobres, como Pedro Afonso de Ribadouro e Gonçalo Soares), que, se o infante se recusasse a cumprir o testamento, os ditos deveriam recusar-se a entregar os castelos que tinham ao novo monarca, isto é, não lhe deveriam render vassalagem. 
Afonso II não concordou com o conteúdo do testamento e recusou-se a entregar os ditos castelos às irmãs, o que motivou violentos conflitos internos entre o rei e as suas irmãs Teresa, Mafalda, e Sancha. Afonso, tentando evitar a supremacia da influência dos nobres no seu governo, pretendia centralizar o seu poder, mas para isso incorria contra as irmãs e em último caso contra o testamento paterno, do qual os testamenteiros haviam sido encarregues de defender. Contudo, Gonçalo Mendes II de Sousa, grande companheiro de Sancho I, parece ter sido o único dos testamenteiros que de facto se dedicou a as suas últimas vontades de Sancho, empenhando-se em fazê-las cumprir e jurá-las solenemente. Assim é perfeitamente compreensível que Gonçalo Mendes tivesse defendido intensamente a posição das infantas, sobretudo nas terras onde dominava como tenente: Montemor-o-Novo, Sesimbra, Lisboa, Sintra, Torres Vedras, Abrantes e Óbidos, além das já referidas, inaugurando um período no qual os Sousas, firmes apoiantes da realeza portuguesa, se lhe opunham pela primeira vez.

### O conflito sucessório, 1211-1212

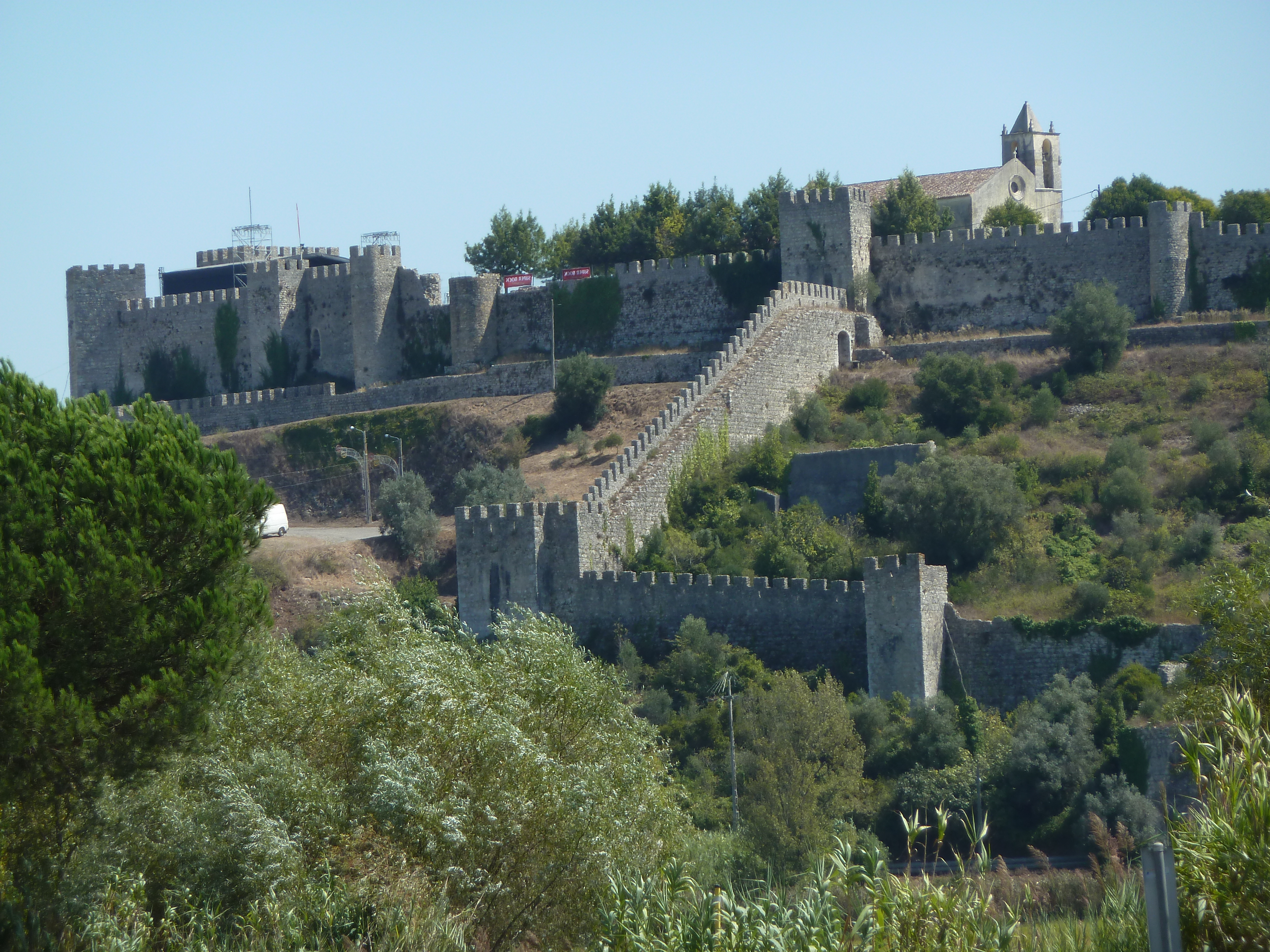
Castelo de Montemor-o-Velho, local de abrigo das irmãs de Afonso II de Portugal.

O poder de Lourenço Soares era tal que Afonso II, desagradado com o testamento paterno que aquele e os restantes ricos-homens juraram fazer cumprir, tentou fazer dele, se não um aliado, pelo menos alguém neutro na repulsa que o rei ia traduzir em guerra contra as irmãs por motivo daquele mesmo testamento.
Em sentido contrário, o firme opositor desta conduta, Gonçalo Mendes de Sousa, encontrava-se já casado por esta altura com a irmã de Lourenço, Teresa Soares de Ribadouro. Contudo, Lourenço permaneceu ao lado do rei, posição, neste caso específico, compreensível, dado o estreito vínculo que unia a Casa de Ribadouro à Casa Real: Afonso I de Portugal fora pupilo de Egas Moniz, o Aio; e mais tarde várias damas daquela família haviam educado infantes (como o caso de Urraca Viegas de Ribadouro, tia de Lourenço, que educara a Rainha Mafalda).  
Entre abril e julho de 1211 celebraram-se em Coimbra as cortes que vieram a definir o ordenamento jurídico pretendido pelo novo monarca. O novo monarca bem tentava apaziguar os conflitos, mas novos conflitos latentes surgiam. Em junho desse ano, Gonçalo foi retirado do cargo de mordomo, e substituído pelo então alferes, Martim Fernandes de Riba de Vizela. Na alferesia foi nomeado um primo deste, Soeiro Raimundes de Riba de Vizela, rapidamente substituído por Martim Anes de Riba de Vizela, sobrinho do então mordomo. A saída de Gonçalo Mendes pôs fim à hegemonia dos Sousas na corte. Despeitado, e talvez até então receoso de se opor ao rei, Gonçalo Mendes encontrou neste ato a justificação para se assumir abertamente como dedicado defensor dos direitos das infantas irmãs do rei, e como acérrimo inimigo da política centralizadora de Afonso II.
O afastamento dos Sousas levou ao rompimento de Gil Vasques de Soverosa com a sua família materna, e ainda ao exílio de vários membros da família em outros reinos peninsulares. 
Em novembro de 1211, Afonso II cercou o fortíssimo e quase inexpugnável castelo de Montemor-o-Velho, na altura na posse da sua irmã, a infanta Teresa, e onde se encontravam também recolhidas as suas irmãs, Sancha e Mafalda. Teresa não hesitou em escrever ao seu ex-marido, Afonso IX de Leão, em busca de auxílio. 
Como resposta, Gonçalo Mendes de Sousa saiu, ainda em novembro, de Castrotarafe, liderando uma hoste de vinte e cinco cavaleiros em direção a Montemor-o-Velho, em defesa das infantas. As tropas reais, sob comando de Martim Fernandes de Riba de Vizela, e onde se encontrava também Gil Vasques de Soverosa, enfrentaram a hoste do Sousão em Coimbra. Os Livros de Linhagens contam que a batalha foi travada junto a uns terrenos pantanosos algures entre Coimbra e Montemor. Durante a batalha, Gonçalo constrangia Martim Fernandes a manter-se no pântano enquanto lutava, tendo o novo mordomo provavelmente falecido exangue devido às sanguessugas que o atacaram.
Pouco depois, Afonso II queixou-se ao Papa da atitude das irmãs, que albergavam no dito castelo de Montemor nobres que ele havia expulso do reino, além de vários outros nobres leoneses, para os quais armazenavam vitualhas e armas. 
Em março de 1212, Afonso IX de Leão, acompanhado do seu filho, o infante Fernando, do ex-cunhado, o infante Pedro de Portugal, e de Pedro Fernandes de Castro, cruza a fronteira portuguesa. Provavelmente estaria acompanhado também por Fernão Fernandes de Bragança, na altura em desavença com o rei de Portugal. Afonso IX ocupou rapidamente grande parte das regiões de Trás-os-Montes, Beira, o Alto Minho e sobretudo Coimbra. Esta invasão foi um golpe duro para Afonso II e os seus partidários, que perderam o controlo do Norte. Gonçalo Mendes de Sousa voltava, no entanto a recuperar as suas terras, às quais regressaria em 1217.
A primeira fase do conflito terminou com as tréguas de Coimbra, nas quais Afonso IX de Leão defendia os interesses da ex-esposa, a infanta Teresa e do ex-cunhado, o infante Pedro, e Afonso VIII de Castela defendia os interesses do genro, Afonso II. A trégua destinava-se, sobretudo, a proteger a integridade e os bens de cada um dos litigantes do acordo ante o ataque dos respetivos inimigos, não importando onde se encontrassem no momento do ataque.
Este conflito seria resolvido com intervenção do Papa Inocêncio III; o rei indemnizaria as infantas com uma soma considerável de dinheiro, e a guarnição dos castelos foi confiada a cavaleiros templários, mas era o rei que exercia as funções soberanas sobre as terras e não as infantas.

## Na corte de Afonso II
O magnate beirão não terá participado ativamente no conflito sucessório; contudo, para segurança do monarca, foram mencionados os castelos que lhe eram fiéis, de entre os quais estavam alguns que pertenciam a Lourenço: Marialva, Pinhel, Trancoso, Penedono, Castreição, Paredes da Beira, Sebadelhe, Moreira de Rei, Sernancelhe, Lamego e São Martinho de Mouros. 
Terá sido sob este rei que Lourenço terá recebido a tenência de Viseu, comprovada por uma entrega por ele efetuada a Gonçalo de Sá de reguengos em Sirgueiros (do Dão). Também passará a surgir em vários forais do monarca. Como tenente de Tarouca (ou Castro Rei), ele próprio aforou algumas terras em 1214, com o seu conselho e juiz. Instituiu também quatro maravedis no foro de Meijinhos, a título de colheita para o rico-homem, um procedimento pouco habitual.

### Novo conflito com Leão e a ocupação de Martim Sanches
Em 1219, estalou novo conflito bélico com Afonso IX, provavelmente relacionado com a querela do rei de Portugal com o arcebispo de Braga. O rei leonês invadira Chaves, mas não foi duradouro, dado que se fez rapidamente uma trégua em Boronal, que deveria durar vinte anos. Entre as cláusulas do tratado, acordou-se que dez vassalos de cada monarca deveriam render vassalagem ao outro monarca: desta forma, João Fernandes de Lima, Fernão Fernandes de Bragança, Martim Sanches de Portugal, Garcia Gonçalves de Candamio, Pedro Pais Asturiano, Pedro Mendes Faião, Rodrigo Fernandes de Caldelas, Pedro Fernandes de Tiedra, Gil Manrique e Gil Fernandes deveriam render homenagem a Afonso II; por outro lado, o próprio Lourenço Soares, Lopo Afonso de Baião, Ponço Afonso de Baião, Martim Anes de Riba de Vizela, Pedro Anes da Nóvoa, Martim Pires da Maia, Gonçalo Mendes II de Sousa, Gil Vasques de Soverosa, Fernão Peregrino (provavelmente Fernão Pires de Lumiares) e o chanceler Gonçalo Mendes deveriam render homenagem a Afonso IX. È talvez a primeira presença importante de Gonçalo Mendes desde o seu regresso do exílio, em 1217.
Uns meses depois, Martim Sanches de Portugal, na sequência da questão bracarense, intervém junto de Afonso IX de Leão para que doasse o couto de Ervedeiro, parte das terras de Limia que administrava, à Sé de Braga. O rei acedeu, mas a invasão do couto por parte de homens vimaranenses provocou novo conflito: Martim reuniu uma hoste de soldados e invadiu o Minho, devastando tudo à sua passagem, incitado provavelmente pelo Arcebispo de Braga, Estêvão Soares da Silva. 
Martim Sanches veio a encontrar o exército do monarca português em duas ocasiões: a primeira em Ponte de Lima, e a segunda perto do Mosteiro da Várzea.

## Morte e posteridade
Lourenço não chegou ao fim do reinado de Afonso II, pois faleceu, sem descendência, uns meses antes deste, a 28 de setembro de 1222, segundo o obituário do mosteiro de Salzedas, onde se sepultou, deixando os seus bens à viúva. A autoridade que detivera na Beira Alta foi em parte, através da sua irmã, herdada pelo belicoso Gonçalo Mendes II de Sousa, regressado da corte leonesa após a morte de Afonso II de Portugal, em 1223.